# كريستيان أوغالدي
كريستيان أوغالدي (بالإسبانية: Cristian Ugalde) مواليد 19 أكتوبر 1987 في برشلونة، هو لاعب كرة يد إسباني يلعب كجناح أيسر. يلعب حاليا مع نادي فيسبرم لكرة اليد ويحمل الرقم 23. مثل منتخب إسبانيا لكرة اليد. شارك في دورة الألعاب الأولمبية الصيفية سنة 2012. حقق المركز الثالث في بطولة العالم لكرة اليد للرجال 2011.

## سجل المنافسة
شارك في البطولات التالية:
- بطولة العالم لكرة اليد للرجال 2015
- بطولة أوروبا لكرة اليد للرجال 2012
- بطولة أوروبا لكرة اليد للرجال 2014
- بطولة أوروبا لكرة اليد للرجال 2016
- الألعاب الأولمبية الصيفية 2012

## الإنجازات
- دوري أبطال أوروبا لكرة اليد: 2004–2005، 2010–2011
- الدوري الإسباني لكرة اليد: 2005–2006، 2010–2011، 2011–2012
- كأس السوبر الإسبانية لكرة اليد: 2006–2007، 2008–2009، 2009–2010
- كأس ملك إسبانيا لكرة اليد: 2006–2007، 2008–2009، 2009–2010
- كأس إسبانيا لكرة اليد: 2009–2010، 2011–2012
- الدوري المجري لكرة اليد: 2012–2013، 2013–2014، 2014–2015، 2015-2016
- دوري الجنوب الشرقي لكرة اليد: 2014–2015، 2015-2016
- هداف كأس السوبر الإسبانية لكرة اليد: 2009–2010

## روابط خارجية
- كريستيان أوغالدي على موقع الاتحاد الأوروبي لكرة اليد (الإنجليزية)
- كريستيان أوغالدي على موقع أوليمبيديا (الإنجليزية)